# Mesochorus rufithorax
Mesochorus rufithorax là một loài tò vò trong họ Ichneumonidae.